# Binna
La Binna est une rivière suisse et un affluent gauche du Rhône.

## Parcours
De type torrentiel, cette rivière est un affluent de la rive gauche du Rhône dans le Haut-Valais. Elle se situe dans la vallée de Binntal et prend sa source au pied de l'Ofenhorn à 2 530 m sur la frontière italienne.
Pour rejoindre le Rhône après un parcours de 18 km, en amont de Grengiols, la Binna se taille à travers de hautes parois de rochers, les gorges de Twingen.

## Affluents
- Son principal affluent est le Längthalbach.
- Wissenbach
- Feldbach

## Galerie

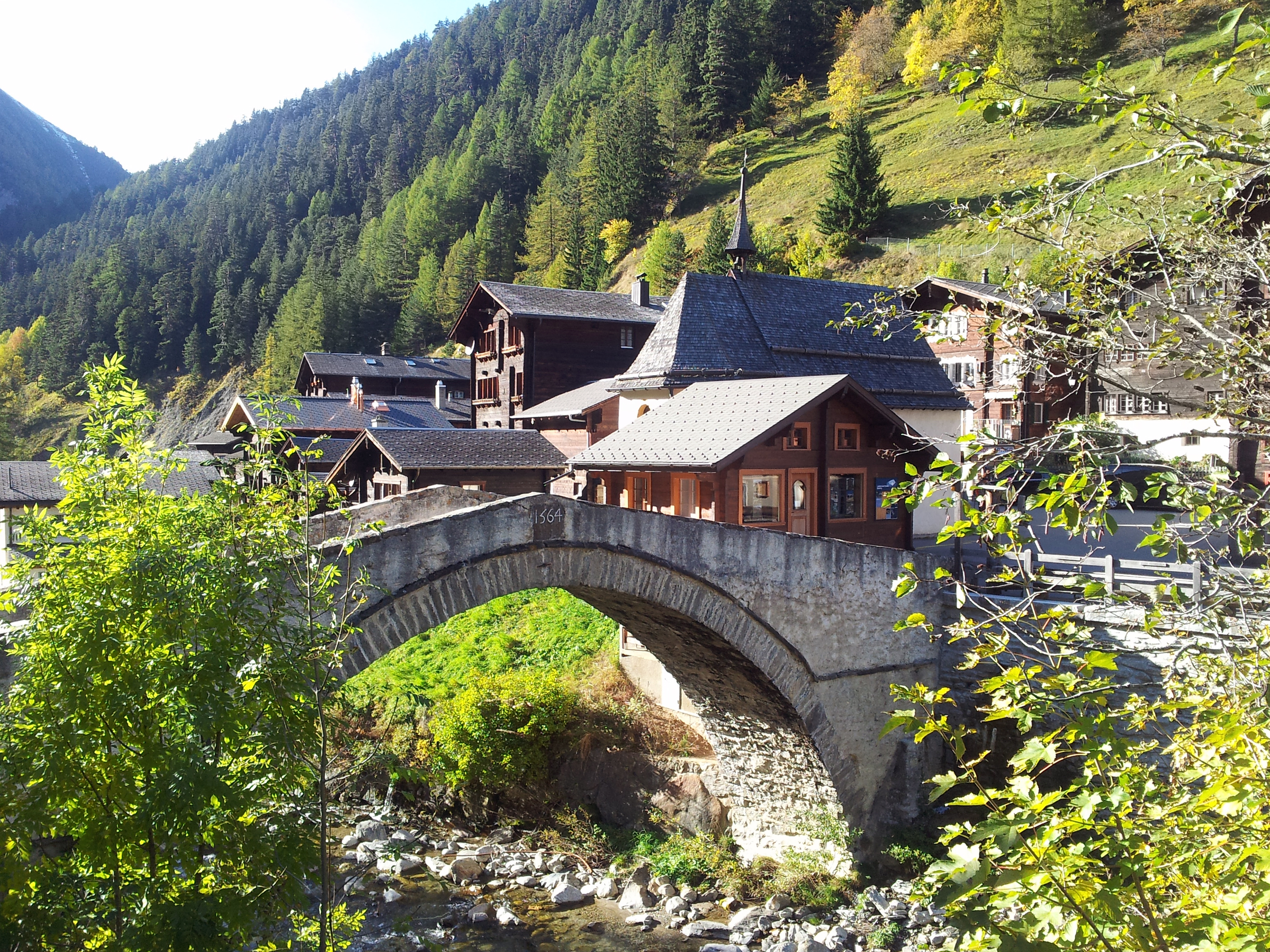
Le Pont de Binn avec la Chapelle Saint Anton construite vers 1690

### Sources
- Carte topographique, Swisstopo